# NXT TakeOver: XXV
 (octobre 2024).
L'édition XXV de NXT TakeOver est une manifestation de catch (lutte professionnelle) produite par la World Wrestling Entertainment (WWE), une fédération de catch (lutte professionnelle) américaine, qui est diffusée sur le WWE Network. Cet événement met en avant les membres de l’émission NXT et WWE NXT, le club-école de la WWE. L'événement s'est déroulé le 1er juin 2019 au Webster Bank Arena à Bridgeport dans le Connecticut. Il s'agit du vingt-sixième événement de NXT Takeover.

## Contexte
Les spectacles de la World Wrestling Entertainment (WWE) sont constitués de matchs aux résultats prédéterminés par les scénaristes de la WWE. Ces rencontres sont justifiées par des storylines – une rivalité avec un catcheur, la plupart du temps – ou par des qualifications survenues dans les shows de la WWE telles que Raw, SmackDown et NXT. Tous les catcheurs possèdent une gimmick, c'est-à-dire qu'ils incarnent un personnage gentil (Face) ou méchant (Heel), qui évolue au fil des rencontres. Un événement comme XXV est donc un événement tournant pour les différentes storylines en cours,.

## Matchs
| Ordre par numéros                                                                         | Résultat | Stipulation(s)                                          | Temps |
| ----------------------------------------------------------------------------------------- | --- | ------------------------------------------------------- | ----- |
| 1                                                                                         | Matt Riddle bat Roderick Strong | Match simple                                            | 14:45 |
| 2                                                                                         | The Street Profits (Angelo Dawkins et Montez Ford) battent Oney Lorcan et Danny Burch, The Undisputed Era (Bobby Fish et Kyle O'Reilly) et The Forgotten Sons (Wesley Blake et Steve Cutler) | Ladder match pour les NXT Tag Team Championship vacants | 21:30 |
| 3                                                                                         | The Velvetten Dream (c) bat Tyler Breeze | Match simple pour le NXT North American Championship    | 16:50 |
| 4                                                                                         | Shayna Baszler (c) bat Io Shirai par soumission | Match simple pour le NXT Women's Championship           | 12:15 |
| 5                                                                                         | Adam Cole bat Johnny Gargano (c) | Match simple pour le NXT Championship                   | 32:00 |
| La lettre C placée entre parenthèses désigne la personne ou l’équipe championne en titre. | |                                                         |       |